# Tropclip
Tropclip é um filme brasileiro de 1985 dirigido por Luiz Fernando Goulart, estrelado por Jonas Bloch, Marcos Frota e Luiza Tomé e com música de Barão Vermelho, Marisa Monte, Roupa Nova, entre outros. 

## Sinopse
No Rio de Janeiro dos anos 80, quatro jovens batalhadores se encontram ocasionalmente e descobrem que juntando seus talentos poderão realizar seus sonhos. Decidem montar uma produtora de videoclips e participar de um concurso. Entre confusões, situações divertidas e desanimadoras só uma coisa interessa: a vitória. 

## Elenco
- Jonas Bloch: Mr. Thompson
- Marcos Frota: Emiliano
- Henri Pagnoncelli: Flávio
- Ticiana Studart: Luciana
- Carlos Loffler: Chico
- Tania Nardini: Krishna
- Yara Amaral: mãe de Krishna
- Boninho: jurado do festival
- Cláudio Savietto: diretor de teatro
- Luiza Tomé: vendedora
- Ezequiel Neves: jurado do festival

## Recepção

### Resposta da crítica
Carlos Fonseca, para o jornal O Globo, avaliou o filme de forma positiva, destacando que, embora a história seja simples, possui um roteiro bem elaborado. Também ressaltou que o diretor Luiz Fernando Goulart "conduz sua narrativa num crescendo que prende o espectador às aventuras e desventuras dos personagens". Como ponto negativo, apontou o excesso de músicas na trilha sonora, com onze canções apresentadas na íntegra.

## Ligações Externas
- Tropclip. no IMDb.